# Vinny Appice
Vincent Samson "Vinny" Appice, född 13 september 1957 i Brooklyn, New York, är en amerikansk trummis som är mest känd för att ha spelat i hårdrocksbanden Dio, Black Sabbath och Heaven and Hell. Vinny är bror till rocktrummisen Carmine Appice som har spelat med bland andra Vanilla Fudge.